# سیارک ۱۳۶۰۸
سیارک ۱۳۶۰۸ (به انگلیسی: 13608 Andosatoru، نامگذاری:1994TQ1) سیزده هزار و ششصد و هشتمین سیارک کشف شده‌است که در ۲ اکتبر ۱۹۹۴ کشف شد.
قدر مطلق سیارک برابر ۲۶.۹ است.